# Estación de Río Tajo
Río Tajo es una estación ferroviaria situada en el municipio español de Garrovillas de Alconétar, en la provincia de Cáceres, comunidad autónoma de Extremadura. En la actualidad las instalaciones se encuentran cerradas al público y no cuentan con servicio de viajeros.

## Situación ferroviaria
Las instalaciones se encuentran situadas en el punto kilométrico 296,9 de la línea férrea de ancho ibérico Madrid-Valencia de Alcántara, entre las estaciones de Cañaveral y Casar de Cáceres. El kilometraje se corresponde con el trazado clásico entre Madrid y la frontera portuguesa. El tramo es de vía única sin electrificar.